# Guiclan
Guiclan é uma comuna francesa na região administrativa da Bretanha, no departamento Finisterra. Estende-se por uma área de 42,6 km². Em 2010 a comuna tinha 2 545 habitantes (densidade: 59,7 hab./km²).